# Mariette (yacht)
Pour les articles homonymes, voir Mariette.
Mariette  est une goélette aurique conçu et construit par l'architecte naval américain Nathanael Greene Herreshoff (1848-1938) en 1915 pour Harold Stirling Vanderbilt (1884-1970) de la célèbre famille américaine Vanderbilt. Après avoir connu plusieurs propriétaires il a désormais Antibes comme port d'attache et bat pavillon français.

## Histoire
Les yachts Mariette, et son sister-ship Vagrant ont été construites par Nathanael Herreshoff pour Harold Stirling Vanderbilt , grand champion de navigation à voile. Elles appartiennent à un groupe de sept grandes goélettes, construites entre 1903 et 1905 par le chantier Herreshoff de Bristol (Rhode Island) et sont les deux seules encore en navigation.
Le skipper Jacob F. Brown a barré le Mariette jusqu'en 1927. Puis il a  été vendu à Francis B. Crowninshield. Un ancêtre de Crowninshield fut un des premiers plaisanciers américains. Son bateau était baptisé Cleopatra’s Barge. À la mémoire de ce premier yacht , il a rebaptisé la goélette Cleopatra’s Barge II. Les voiles ont été  changées  en gréement bermudien. Dans ses voyages sur la côte-est des États-Unis, l'écrivain américain James A. Michener était souvent invité. Dans son roman Cheasapeake (1978) le voilier apparaît.
En 1939, le yacht a été saisi par la Garde côtière américaine et utilisé pour les patrouilles. Son propriétaire récupère le navire gravement endommagé après la guerre en 1946 et le revend.
Dans les années suivantes, le yacht connut plusieurs propriétaires et différents noms lui sont attribués. Entre 1979 et 1990, il appartient à Andrea Rizzoli qui en fait faire la restauration au chantier naval italien Beconcini (Cantiere Navali Beconcini) à La Spezia. En 1995, la goélette est rachetée par Thomas J. Perkins de San Francisco qui lui redonne son gréement d'origine.
Lors de la régate de voiliers classiques de St Tropez, la Nioulargue, Mariette , bâbord amures (donc non prioritaire) , aborde et coule un voilier plus petit , le 6MJ.I. Taos Brett dont le propriétaire décèdera des suites de ses blessures et mettant un coup d'arrêt à l'organisation de ce rassemblement de voiliers de prestige.
Il navigue dans le circuit méditerranéen des régates jusqu'en 2005. Il est revendu à un skipper français et le Mariette est basé à Antibes.